# Daniela Oemus
Daniela Oemus (* 23. Februar 1989) ist eine deutsche Trail- und Ultraläuferin.

## Werdegang
Daniela Oemus begann im Alter von 13 Jahren mit dem Laufen, zunächst mit Bahn- und 10-km-Straßenwettkämpfen. Mit Aufnahme ihres Studiums 2007 in Jena begann sie auf dem Rennsteig mit Halbmarathon-Wettkämpfen. 2016 startete sie ihre erste Ultralaufsaison und siegte beim Rennsteig Supermarathon.
Nachdem sie Anfang Mai 2023 als erste Deutsche beim Zegama-Aizkorri in Spanien gesiegt hatte, wurde Oemus vom DLV für die Berg- und Traillauf-Weltmeisterschaften 2023 in Innsbruck-Stubai im Juni nachnominiert. Dort erreichte sie beim Trail Short als beste Deutsche Platz 6.
Oemus startet für den SV Motor Königsee e.V. und ist seit 2021 Mitglied im Salomon Trailrunning Team Germany. Sie ist zweifache Mutter und arbeitet als Assistenzärztin.

## Sportliche Erfolge (Auswahl)
2016
- 1. Platz, Rennsteig Supermarathon: 73,9 km

2017
- 1. Platz, Südtirol Skyrace: 69,7 km
- 1. Platz, Zugspitz Ultratrail: Supertrail 62,8 km

2018
- 1. Platz, Rennsteig Supermarathon: 73,9 km (Streckenrekord)
- 1. Platz, Nendaz Trail: 70 km
- 1. Platz, Zugspitz Ultratrail: Supertrail 62,8 km

2020
- 4. Platz, SwissPeaks: 90 km

2021
- 4. Platz, Marathon du Mont Blanc

2022
- 3. Platz, Eiger Ultra Trail: 51 km
- 1. Platz, Pitz Alpine Glacier Trail: 28 km
- 14. Platz, Ultra-Trail du Mont-Blanc: Orsières-Champex-Chamonix (OCC) 56 km
- 1. Platz, Mayrhofen Ultraks Zillertal: 30 km

2023
- 1. Platz, Zegama-Aizkorri
- 6. Platz, Berg- und Traillauf-Weltmeisterschaften: Trail Short
- 6. Platz, Marathon du Mont Blanc
- 5. Platz, Ultra-Trail du Mont-Blanc: Orsières-Champex-Chamonix (OCC) 56 km

2024
- 6. Platz, Kobe Trail

2025
- 1. Platz, Eiger Ultra Trail: E101, aufgrund Wetterlage verkürzt auf 68,6 km